# Wybory do rad narodowych w Polsce w 1976 roku
Wybory do rad narodowych w Polsce w 1976 roku – wybory do wojewódzkich rad narodowych w PRL, przeprowadzone 21 marca 1976 roku – jednocześnie z wyborami do Sejmu – na podstawie uchwały Rady Państwa z 17 stycznia 1976 r. Frekwencja wyniosła 98,27%. Według obwieszczenia Państwowej Komisji Wyborczej na listy FJN oddano 99,43% ważnych głosów. Głosów nieważnych oddano 14 923, czyli 0,06% wszystkich oddanych głosów.
Parę tygodni przed wyborami, 28 lutego 1976 r. z mandatu poselskiego oraz ze stanowiska przewodniczącego Ogólnopolskiego Komitetu Frontu Jedności Narodu zrezygnował prof. Janusz Groszkowski. Było to również związane ze zmianami w Konstytucji PRL, uchwalonymi 10 lutego 1976 r., co wzbudziło wiele protestów społecznych (np. List 59, który był jednym z pierwszych odruchów budowania opozycji demokratycznej w PRL).